# Сатьяки
Сатьяки (санскр. सत्यकि) — герой древнеиндийского эпоса «Махабхарата», великий воин, принадлежавший к роду Вришни — тому же роду, что и Кришна. Сатьяки — патроним от имени отца героя, его отца звали Сатьяка. Личное имя героя — Ююдхана. На знамени Сатьяки изображён лев. Его лучшим другом был Арджуна, вместе с которым он проходил обучение военному искусству у Дроны. Сатьяки также был другом детства Дурьодханы, и в битве на Курукшетре он горестно сетует, столкнувшись на поле боя с товарищем детских игр. Сатьяки был необыкновенно сильным воином, и одним из немногих, кому доводилось одолеть в схватке непобедимого Карну. Кришна преданно защищал родича в битве на Курукшетре, где Сатьяки сражался на стороне Пандавов. Когда Сатьяки грозила гибель в схватке с праведным Кауравой Бхуришравасом, Кришна уговорил Арджуну вмешаться, нарушив правила поединка. Арджуна отрубил Бхуришравасу (своему троюродному дяде) руку с занесённым мечом, и Сатьяки был спасён. Искалеченный Бхуришравас принял молитвенную позу, чтобы прямо на поле боя мирно покинуть земную оболочку, но Сатьяки безжалостно добил праведника, за что был сурово порицаем своим родичем Критаварманом, сражавшимся на стороне Кауравов. Доблестный и непобедимый Сатьяки — единственный, за исключением божественного Кришны, оставшийся в живых союзник Пандавов.